# Wikipédia en birman
Wikipédia en birman (en birman : မြန်မာဝီကီပီးဒီးယား [Mranma wikipi:di:ya:]) est l'édition de Wikipédia en birman, langue lolo-birmane parlée en Birmanie. L'édition est lancée a priori en octobre 2002, mais dans les faits en juillet 2004, les premiers articles sont écrits à partir de décembre 2005. Son code est : my.
Au 20 mars 2025, l'édition en birman contient 108 787 articles et compte 127 389 contributeurs, dont 132 contributeurs actifs et 4 administrateurs.

## Présentation

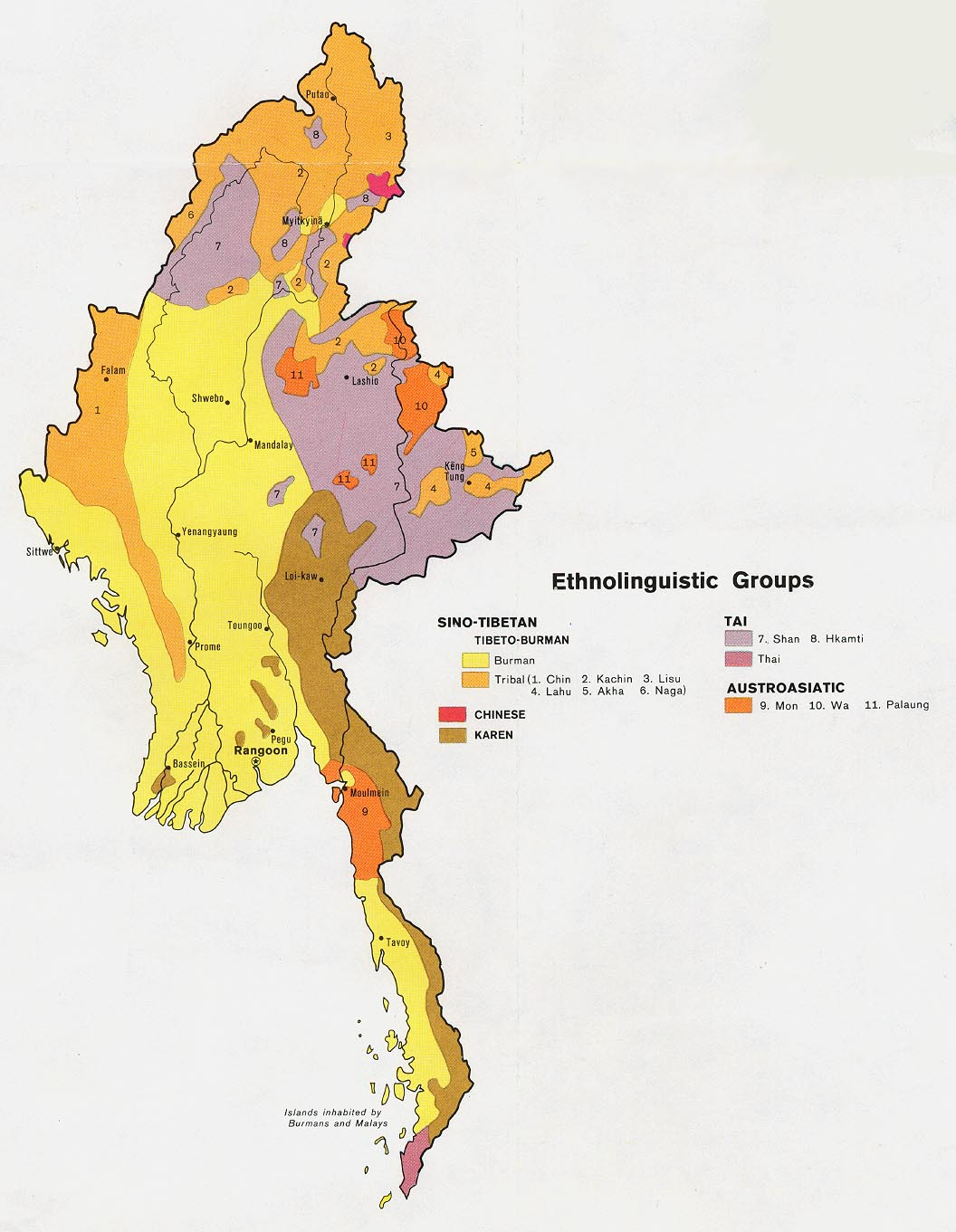
Aire de diffusion du birman.

## Statistiques
- Le 9 février 2015, l'édition en birman compte 32 840 articles et 26 734 utilisateurs enregistrés[3], ce qui en fait la 84e[4] édition linguistique de Wikipédia par le nombre d'articles et la 77e[5] par le nombre d'utilisateurs enregistrés, parmi les 287 éditions linguistiques actives.
- Une caractéristique à part de cette encyclopédie est qu'elle est, entre le 1er mai et le 15 septembre 2015, la seule avec la version en népalais, parmi 286 versions linguistiques actives, à avoir plus de pages vues depuis le site Wikipédia Zéro que depuis le site Wikipédia Mobile, avec 15 % des pages vues (13 % pour la version en népalais)[6].
- Le 27 octobre 2020, elle atteint 50 000 articles.
- En janvier 2021, elle atteint 100 000 articles.
- Le 24 septembre 2022, elle contient 103 826 articles et compte 104 319 contributeurs, dont 150 contributeurs actifs et 4 administrateurs.
- Le 24 septembre 2024, elle contient 108 348 articles et compte 123 363 contributeurs, dont 131 contributeurs actifs et 4 administrateurs.